# Solomon Mikhóels
Solomon Mikhàilovitx Mikhóels (rus: Соломо́н Миха́йлович Михо́элс; en ídix: שלמה מיכאעלס Xloime Mikhóels; nom real: Vovsi) (Daugavpils, 16 de març de 1890 - Minsk, 12 o 13 de gener de 1948) va ser un actor i director del Teatre Estatal Jueu de Moscou (GOSET), les obres del qual es representaven en ídix.
D'ascendència jueva, va néixer a Letònia i va ser secretari del Comitè Jueu Antifeixista, l'objectiu del qual era demostrar l'absència d'antisemitisme a la Unió Soviètica, així com la recaptació de fons per a la compra d'armament a l'estranger, durant la Segona Guerra Mundial.
En finalitzar la guerra, Stalin va començar a sospitar dels forts llaços entre els jueus soviètics i els dels països occidentals que ell pròpiament havia promogut. Per aquest motiu, el teatre GOSET de Mikhóels va ser tancat, i diversos membres del clausurat Comitè van ser arrestats. Sent Mikhóels una prominent figura intel·lectual en el món jueu, era d'esperar que no es prenguessin accions públiques contra ell. Tanmateix, va morir en un accident de trànsit perpetrat pel NKVD/MGB a Minsk la nit del 12 al 13 de gener de 1948, mentre s'estava desencadenant la persecució dels seus compatriotes.